# Вальдерруеда (Леон)
Вальдерруеда (ісп. Valderrueda) — муніципалітет в Іспанії, у складі автономної спільноти Кастилія-і-Леон, у провінції Леон. Населення — 1004 особи (2010).
Муніципалітет розташований на відстані близько 290 км на північ від Мадрида, 55 км на північний схід від Леона.
На території муніципалітету розташовані такі населені пункти: (дані про населення за 2010 рік)
- Камінайо: 13 осіб
- Каррісаль: 39 осіб
- Сегоньяль: 36 осіб
- Феррерас-дель-Пуерто: 17 осіб
- Ла-Мата-де-Монтеагудо: 28 осіб
- Морговехо: 140 осіб
- Лас-Муньєкас: 8 осіб
- Ель-Отеро-де-Вальдетуехар: 20 осіб
- Пуенте-Альмуей: 241 особа
- Ла-Ред-де-Вальдетуехар: 14 осіб
- Ренедо-де-Вальдетуехар: 20 осіб
- Сан-Мартін-де-Вальдетуехар: 30 осіб
- Ла-Сота-де-Вальдерруеда: 28 осіб
- Сото-де-Вальдерруеда: 24 особи
- Таранілья: 130 осіб
- Валькуенде: 4 особи
- Вальдерруеда: 93 особи
- Вільяльмонте: 9 осіб
- Вільяморіска: 29 осіб
- Ла-Еспіна: 11 осіб
- Вільякорта: 70 осіб

## Демографія
Динаміка населення (INE ):

## Галерея зображень

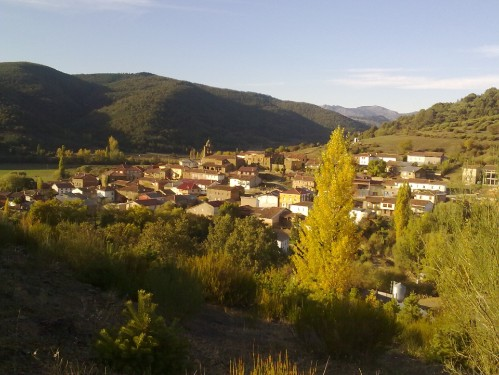
Вальдерруеда